# Помрой, Уильям
Уильям Помрой (англ. William J. Pomeroy, 25 ноября 1916, Уотерлу, США — 12 января 2009, Лондон, Великобритания) — североамериканский писатель и поэт, левый политический активист и революционер-интернационалист. Муж Селии Мариано.

## Биография
Уильям Помрой родился в семье рабочих. В 1937 г. присоединился к молодёжной организации Коммунистической партии США, а на следующий год и к самой партии. С началом Второй мировой войны был призван в армию и участвовал в высадке американских войск на филиппинские острова.
Там он установил контакты с народной антияпонской армией Коммунистической партии Филиппин, боровшейся против японской оккупации и организовал для них переброску специального оборудования. В ответ на решение военного руководства США начать боевые действия против партизан, Помрой организует кампанию протеста.
По окончании войны, в 1947 г. устроился работать в университет и познакомился с Селией Мариано, на которой женился в следующем году. После запрета КПФ они присоединились к партизанской войне Коммунистической партии Филиппин против правительства. В 1952 г. Помрой был арестован властями и лишь спустя десять лет, под национальным и международным давлением, отпущен с требованием покинуть страну в течение месяца.
После этого Помрой возвращается в США, где пытается получить паспорт для Селии Мариано и выпускает свою первую книгу воспоминаний о партизанской борьбе на Филиппинах. В результате антикоммунистической истерии «холодной войны», не имея возможности получить для жены американской гражданство, они перебираются в Великобританию. Там Помрой продолжает писать книги и статьи по борьбе с колониализмом, апартеидом и империализмом и выпускает сборник своих стихотворений, часть из которых была написана в тюрьме («Sonnets for Celia», 1963).
До конца 1990-х, когда не этому еще не мешала усиливавшаяся потеря зрения, писал статьи по проблемам развития стран Африки, Латинской Америки и Европы, но больше всего уделял внимание Филиппинам.

## Память
На XIII партийной конференции КПФ Уильям Помрой и Селия Мариано-Помрой были избраны почётными членами политбюро партии.